# Ekanem Ikpi Braide
Pour les articles homonymes, voir Braide.
Ekanem Ikpi Braide (née le 6 mars 1946) est une parasitologiste nigériane qui était vice-chancelière de l'université technologique de Cross River et vice-chancelière pionnière de l'université fédérale de Lafia. Elle est créditée d'une contribution majeure à l'éradication du ver de Guinée (en) au Nigeria. En 2020, elle est devenue la première femme présidente élue de l'Académie nigériane des sciences,. Braide est présidente du conseil d'administration de The Leprosy Mission (TLM) Nigeria. Elle est pro-chancelière de l'Université Arthur Jarvis (en) à Akpabuyo, Nigeria.

## Éducation et carrière
Braide est né dans l'État de Cross River en 1946. Elle a étudié la zoologie à l'université d'Ife avant d'obtenir sa maîtrise en parasitologie (1973) et son doctorat en épidémiologie à l'université Cornell, New York (1978). Elle est titulaire d'un certificat en méthodes épidémiologiques (en) de l'université de Southampton (British Council Course). Elle est membre et cofondatrice de la Société nigériane de parasitologie (Fellow, Salzburg Seminar Session 319; Membre (président désigné) Académie nigériane des sciences).
Au début de sa carrière, Braide a enseigné au Community Secondary School, Ugep de 1966 à 1968, avant d'être transférée au College of Education de Port Harcourt (1973), puis a déménagé à l'université du Nigeria à Nsukka, où elle a enseigné entre 1973 et 1976. En 1978, elle a été nommée Officier / Chercheur (pionnier) en charge de l'Unité de lutte contre l'onchocercose de l'Institut Nigérian de Recherche sur la Trypanosomiase, Kaduna jusqu'en 1979. Braide a rejoint l'université de Calabar en 1979, en tant que professeure et a été promue au rang de professeure en 1991.
L'intérêt de recherche de Braide se concentre sur le contrôle des maladies, en particulier la recherche opérationnelle, l'évaluation de l'impact des interventions, les méthodes d'évaluation rapide de la cartographie des maladies et les initiatives communautaires dans le contrôle des maladies. Entre 1988 et 1998, Braide était facilitateur de zone (Sud-Est), programme d'éradication du ver de Guinée nigérian, et a ensuite rejoint le Comité de certification de l'éradication du ver de Guinée de l'Organisation mondiale de la santé / gouvernement fédéral du Nigeria jusqu'en 2013, lorsque le Nigeria a été certifié indemne de ver de Guinée. Braide a coordonné les équipes anglophones du Programme africain de lutte contre l'onchocercose (APOC), l'évaluation de l'impact multi-pays des activités de lutte contre l'onchocercose au Soudan, en Éthiopie, en Ouganda, en Tanzanie et au Nigeria. Elle était membre de l'équipe TDR / APOC qui a développé RAPLOA, un outil d'évaluation rapide pour déterminer la prévalence de Loa loa pour l'identification rapide des communautés dans les zones coendémiques pour l'onchocercose et la Loase qui sont à haut risque de réactions indésirables graves au traitement à l'ivermectine. En 2001, Braide était membre du Comité consultatif technique (CCT) OMS / APOC et, en 2003, elle a assumé la présidence de ce comité jusqu'en 2006.
Entre 2003 et 2006, Braide a été membre du comité de Mectizan Expert. De 2007 à 2018, elle a été membre (présidente suppléante) du Comité directeur national du Programme nigérian des maladies tropicales négligées. En 2018, Braide a été nommée présidente du comité consultatif technique du programme Cross River State Neglected Tropical Diseases. Elle a été membre du conseil d'administration de Sightsavers pendant huit ans et a présidé le projet NTD UNITED financé par le DFID (Technical Advisory Group (TAG) (les 4 ans de Sightsavers) qui s'est terminé en 2019.
Braide est présidente du conseil d'administration de The Leprosy Mission (TLM) Nigeria.
Elle a été la vice-chancelière pionnière de l'université fédérale (en) de Lafia (2011 - 2016) et la vice-chancelière de l'université technologique de Cross River (CRUTECH), Calabar de 2004 à 2009. Elle est également l'une des membres du conseil d'administration de la principale organisation non gouvernementale du Nigeria, Society for Family Health Nigeria (en).
Braide est récipiendaire du prix Jimmy / Roslynn Carter pour son dévouement et ses réalisations exceptionnelles dans l'éradication du ver de Guinée au Nigeria. En 2000, elle a reçu le Cross Millennium State 2000 Millennium Award. En juillet 2010, Braide a reçu un prix d'honneur national nigérian d'officier de l'Ordre de la République fédérale (OFR), pour sa contribution à la lutte contre les maladies au Nigeria, que lui a décerné le président nigérian.
En 2020, elle a été nommée présidente de l'Académie nigériane des sciences. Elle deviendra la première femme à être présidente de l'académie en janvier 2021 lorsqu'elle succédera au professeur Kalu Mosto Onuoha (en). Braide a déjà été vice-président de l'Académie.

## Prix et distinctions
- Prix du millénaire de Cross River State 2000[9]
- Prix Jimmy / Roslynn Carter [7]
- Officier de l'Ordre de la République fédérale[9]